# البشتی، کونستانتا
البشتی، کونستانتا (به لاتین: Albești, Constanța) یک منطقهٔ مسکونی در رومانی است.